# Добешкув (Зґерський повіт)
Добешкув (пол. Dobieszków) — село в Польщі, у гміні Стрикув Зґерського повіту Лодзинського воєводства.